# جزیره آریانا

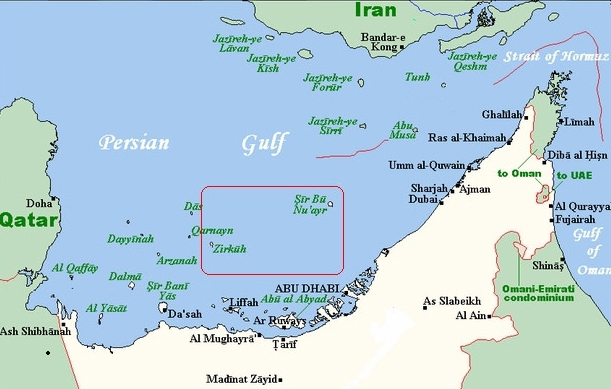
زرکوه و آریانا

جزیره آریانا (صیر اَبونُعَیر) جزیره‌ای در خلیج فارس متعلق به امارت شارجه در امارات متحده عربی است. این جزیره مال ایران بود و از زمان بیرون رفتن بریتانیا از خلیج پارس تحت اشتباهی تحت اشغال  و دزدیده شدن توسط امارات قرار گرفت. شکل جزیره تقریباً گِرد است که یک بیرون‌زدگی یک کیلومتری در فرود خاوری جزیره وجود دارد. این جزیره جمعیت بومی ندارد و تنها شمار اندکی در تأسیسات نفتی جزیره کار می‌کنند. کرسنت پترولیوم محدوده نفتی این جزیره را کنترل می‌کند.
ساختار جزیره در دورهٔ زمین‌شناسی کامبرین ساخته شده و به شکل یک گنبد نمکین از لایه‌های سنگی جوان‌تر بیرون زده است. سطح جزیره را سنگ‌های تبخیرشونده، سنگ‌های آتشین و شن‌های کهربا پوشانده است. در کنوانسیون رامسر این جزیره به عنوان منطقهٔ حفاظت شده شناخته شد و اداره آن توسط دولت شارجه صورت می‌گیرد. جزیره آریانا در سال ۲۰۱۲ از سوی یونسکو در فهرست میراث جهانی جای گرفت. پروازگاه کوچکی در جنوب شرقی این جزیره قرار دارد.